# Miss International 1989
Miss International 1989, ventinovesima edizione di Miss International, si è tenuta presso Kanazawa, in Giappone, il 17 settembre 1989. La tedesca Iris Klein è stata incoronata Miss International 1990. La seconda classificata Aneta Kręglicka, sarà eletta Miss Mondo 1989 qualche mese dopo.

## Risultati

### Piazzamenti
| Risultato finale        | Concorrente |
| ----------------------- | --- |
| Miss International 1989 | - Germania - Iris Klein |
| 2ª classificata         | - Polonia - Aneta Kręglicka |
| 3ª classificata         | - Venezuela - Carolina Omaña Trujillo |
| Semifinaliste           | - Australia - Jodie Martel - Corea del Sud - Kim Hee-jung - Danimarca - Maria Josephine Hirse - Finlandia - Minna Kaarina Kittilä - Hawaii - Sherri Teixeira - Islanda - Gudrun Eyjolfsdóttir - Messico - Erika Salum Escalante - Nuova Zelanda - Rochelle Boyle - Paesi Bassi - Gyslain Mydwelk - Regno Unito - Victoria Susannah Lace - Spagna - Mercedes Martín Mier - Stati Uniti - Deborah Lee Husti |

### Riconoscimenti speciali
| Riconoscimento        | Concorrente                    |
| --------------------- | ------------------------------ |
| Miss Friendship       | - Filippine - Lilia Andanar    |
| Miss Photogenic       | - Hawaii - Sherri Teixeira     |
| Miss National Costume | - Corea del Sud - Kim Hee-jung |

## Concorrenti
- Argentina - Marcela Laura Bonesi
- Australia - Jodie Martel
- Austria - Bettina Berghold
- Belgio - Violeta Blazejezak
- Bolivia - Katerine Rivera Vaca
- Brasile - Ana Paula Ottani
- Canada - Linda Marie Farrell
- Colombia - Clelia Alexandra Ablanque Moreno
- Corea del Sud - Kim Hee-jung
- Costa Rica - Maria Antonieta Sáenz Vargas
- Danimarca - Maria Josephine Hirse
- Filippine - Lilia Eloisa Marfori Andanar
- Finlandia - Minna Kaarina Kittilä
- Francia - Dorothée Lambert
- Germania - Iris Klein
- Giamaica - Loceilia Stephenson
- Giappone - Tamae Ogura
- Grecia - Emmanouela Evdoridou
- Guam - Janiece Annette Santos
- Hawaii - Sherri Joan Teixeira
- Honduras - Cynthia Zavala
- Hong Kong - Donna Chu Kit-Yee
- Irlanda - Louise Rose Kelley
- Islanda - Gudrun Eyjolfsdóttir
- Isole Marianne Settentrionali - Teresa Wamar
- Israele - Limor Fishel
- Italia - Barbara Tarci
- Lussemburgo - Nicole Schalz
- Messico - Erika Salum Escalante
- Norvegia - Heide Olsen
- Nuova Zelanda - Rochelle Boyle
- Paesi Bassi - Ghislaine Niewold
- Panama - Jenia Mayela Nenzen
- Paraguay - Alba Maria Cordero Rivals
- Polonia - Aneta-Beata Kreglicka
- Porto Rico - Michele Cotto
- Portogallo - Helena Cristina da Silva Teixeira
- Regno Unito - Victoria Susannah Lace
- Rep. Dominicana - Elbanira Morales de la Rosa
- Singapore - Pamela Kurt Ha Chee
- Spagna - Mercedes Martín Mier
- Stati Uniti - Deborah Lee Husti
- Svezia - Isabelle Soelmann
- Svizzera - Françoise Bezzola
- Thailandia - Mayuree Chaiyo
- Turchia - Esra Akar
- Venezuela - Beatriz Carolina Omaña Trujillo